# Заводи Кералы

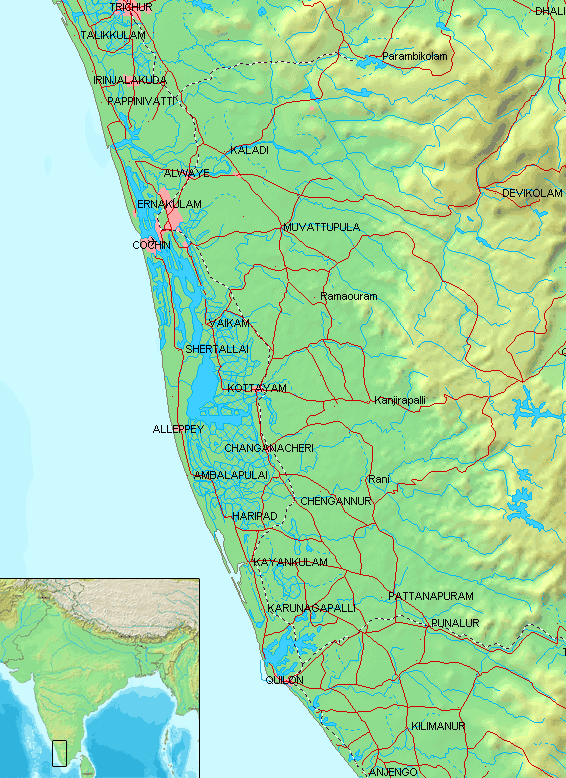
Карта заводей Кералы

Заводи Кералы — цепь солоноватых озёр и лагун, протянувшаяся вдоль побережья Аравийского моря (известного как Малабарский берег) индийского штата Керала. Многочисленные каналы, озера, лагуны и лиманы образуют сложную систему с общей протяжённостью водных путей около 900 км. Заводи сформировались под воздействием волн и морских течений, создавших острова-барьеры в устьях рек, стекающих с Западных Гат.
Заводи создают уникальную экосистему: здесь пресная вода рек встречается с солёными водами Аравийского моря. В некоторых местах были сооружены водоупорные дамбы, предотвращающие приток морской воды (например, Вембанад-Каял). Такие опреснённые водоёмы широко используются для орошения.
Крупнейшим озером региона является озеро Вембанад-Каял площадью 200 км², граничащее с округами Аллеппи, Коттаям и Эрнакулам. На выходе из озера в Аравийское море расположен порт Кочин. Аллеппи известен как «Венеция Востока» благодаря многочисленным каналам, пронизывающим город.